# روان‌نژندی
روان‌نَژَندی (به انگلیسی: Neurosis) در روان‌شناسی، نوعی سراسیمگی است که پایه و اساس کالبدشناختی ندارد. به عبارت دیگر روان‌نژندی نوعی بیماری روانی یا رفتاری است که اساس عضوی ندارد. در این بیماری اضطراب روانی با حفظ سلامت توان عقلی در شخص پدید می‌آید.
روان‌شناسان بر این باورند که نگرانی یکی از مهم‌ترین علامت‌های روان‌نژندی می‌باشد و بیشترین و رایج‌ترین نوع آن است. نگرانی هم نوع موقت دارد و هم دایمی. برخی از روان‌شناسان نگرانی را چنین تعریف می‌کنند: نگرانی، احساس عمومی به آزردگی ناخوشایند، انتظار خطر و ترس ناشی از خطری است که شخص منتظر آن است و نمی‌داند از کجا سرچشمه می‌گیرد.

## خصوصیات روان نژندی
دانشمندان در مورد آنچه که روان نژندی را تشکیل می‌دهد موافق نیستند، اگرچه صفات مشترکی وجود دارد که طی قرن‌ها مورد بررسی قرار گرفته‌است.
بی‌ثباتی عاطفی:
 هانس یورگن آیزنک (روان‌پزشک آلمانی-انگلیسی)، نوروسیس را با بی‌ثباتی عاطفی تعریف می‌کند.
یک تأثیر عمومی در سیستم عصبی: نوروسیس اولین بار در سال ۱۷۶۹ توسط دکتر ویلیام کالن، از اسکاتلند، مورد استفاده قرار گرفت. بنا به تعریفی که وی به دست داده: این اصطلاح به «اختلالات احساس و حرکت» ناشی از «یک تأثیر عمومی در سیستم عصبی» مربوط است. برای کالن، این شامل کما و صرع بود.
عدم تداخل با فکر یا توانایی عملکرد منطقی: اخیراً، روان نژندی به اختلالات روانی گفته می‌شود که در فکر منطقی یا توانایی عملکرد فرد دخالت نمی‌کند، حتی اگر باعث پریشانی شود.
ناشی از یک تجربه ناخوشایند: طبق گفته‌های زیگموند فروید، متخصص مغز و اعصاب اتریشی که رشته روانکاوی را پایه‌گذاری کرده‌است، نوروسیس یک استراتژی مقابله ای است که ناشی از احساسات ناخواسته سرکوب شده از تجربیات گذشته‌است.
این احساسات بر تجربه فعلی غلبه یا مداخله می‌کند. وی نمونه ای از ترس بیش از حد از سگ‌ها را مثال زد که احتمالاً در نتیجه حمله سگ‌ها در گذشته حاصل شده‌است.
درگیری بین دو واقعه روانی: کارل گوستاو یونگ (۱۹۶۱–۱۸۷۵) روان‌پزشک سوئیسی بود که روان‌شناسی تحلیلی را پایه‌گذاری کرد. او معتقد بود که نوروسیس یک درگیری بین حوادث آگاهانه و ناخودآگاه در ذهن است.
این مواضع در مورد نوروسیس تأیید می‌کند که به عنوان یک بیماری تلقی شده و به‌طور معمول با هدف یافتن علت و معالجه این بیماری بحث می‌شود. در حالی که یک تست شخصیت می‌تواند تأیید کند که فرد دارای روان‌رنجوری است، اما این یک مشکل یا بیماری نیست و نمی‌توان آن را «درمان کرد».